# Илим (приток Чусовой)
Илим — река на Среднем Урале, протекает на западе Свердловской области, левый приток Чусовой. Длина реки Илим — 29 км. Впадает в Чусовую в 258 км от её устья. Основные притоки: Ленёвка (левый, впадает в 7 км от устья) и Мостовая (правый, впадает в 13 км от устья).
Исток Илима находится в Шалинском районе, высота истока — 331 м. От истока река течёт преимущественно на север. В верховьях возле посёлка Илим образован пруд. Среднее и нижнее течение расположены на территории, административно подчинённой городу Нижнему Тагилу. Впадает в Чусовую на территории природного парка «Река Чусовая». В устье — урочище Илим на месте села XVIII века, где сохранился исторический памятник «Илимская каменная пристань».

## Данные водного реестра
По данным государственного водного реестра России, река Илим относится к Камскому бассейновому округу. Речной бассейн — Кама, речной подбассейн — Кама до Куйбышевского водохранилища (без бассейнов рек Белой и Вятки), водохозяйственный участок — Чусовая от города Ревды до в/п посёлка Кына.
Код объекта в государственном водном реестре — 10010100612111100010591.